# Kostel svaté Alžběty (Jindřichův Hradec)
Bývalý kostel svaté Alžběty v Jindřichově Hradci je kulturní památka České republiky.  Nachází se ve Václavské ulici č.p. 131/III.

## Historie a popis
Kostel svaté Alžběty byl založen v roce 1399 jako součást městského špitálu. Začátkem 15. století byl upravován. V roce 1415 byl vysvěcen. V roce 1618 byl vypálen. Poté byl upraven v barokním stylu. V roce 1773 vyhořel, v roce 1788 byl zrušen a potom prodán. V roce 1828 byl upraven na kovárnu a na byty s tím, že zde byla vytvořena dvě patra.

## Popis
Kostel byl postaven na obdélníkovém půdorysu, a to v gotickém slohu. Zevně jsou přistavěny opěráky. Budova má sedlovou střechu. Dochovala se řada gotických a renesančních stavebních prvků. V západním průčelí je dvojice sdružených gotických oken.